# Socialização

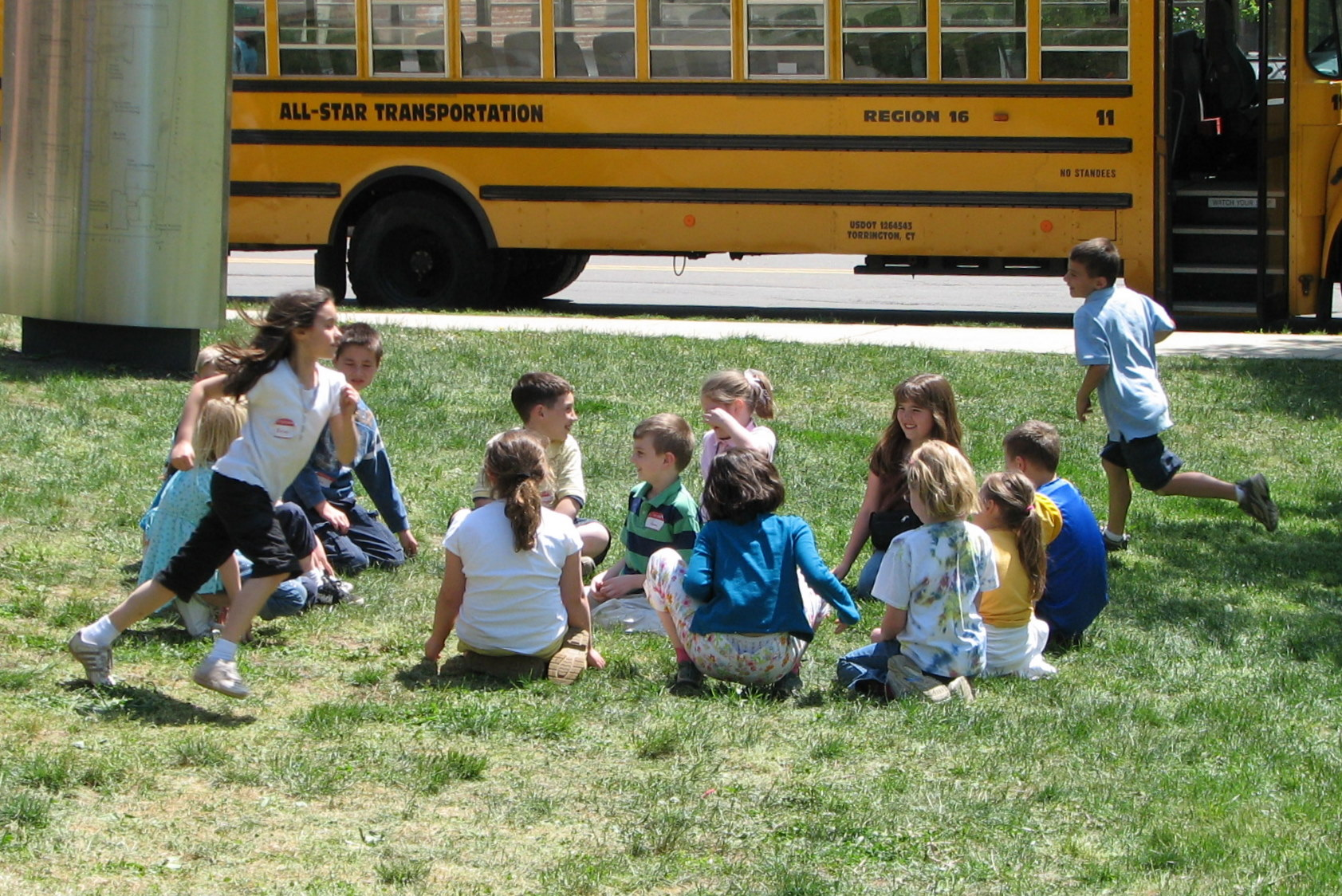
Crianças brincando de "Jogo do lencinho" no Science Hill da Universidade de Yale perto do Museu Peabody de História Natural

Socialização é a assimilação de hábitos característicos do seu grupo social, todo o processo através do qual um indivíduo se torna membro funcional de uma comunidade, assimilando a cultura que lhe é própria. É um processo contínuo que só se encerra na morte, realizando-se através da comunicação. O processo de socialização inicia-se após o nascimento e desenvolve-se primeiramente, através, da família ou outros agentes próximos da escola, dos meios de comunicação de massas e dos grupos de referência que são compostos pelas bandas favoritas, atores, atletas, super-heróis, etc. 
A socialização é o processo através do qual o indivíduo se integra no grupo em que nasceu adquirindo os seus hábitos e valores característicos. É através da socialização que o indivíduo pode desenvolver a sua personalidade e ser admitido na sociedade. Em outras palavras, a Socialização é o processo de adquirir conhecimento social, é o processo que transforma o ser humano, de um ser biológico para um ser social.
Em vários grupos de animais, há um forte sentido de socialização que caracteriza o grupo ou até mesmo o indivíduo. Insetos como formigas, abelhas, cupins; aves como gansos, cisnes, biguás, pelicanos, garças-brancas, pinguins, jaburus; peixes como sardinha, anchovas, atuns e muitos tubarões; répteis como jabutis e crocodilos, mamíferos como o porquinho-da-índia, camundongos, hienas, golfinhos, elefantes, leões, focas, macacos, etc, utilizam-se da socialização do grupo para se protegerem de predadores, coletas de alimento e até reprodução.

## Tipos
- Socialização primária: O ser humano aprende a viver em sociedade através da transmissão de regras, normas, linguagens e comportamentos. O início dessa transmissão, durante a infância, é o que pode ser chamado de socialização primária. O processo de socialização começa com a interiorização do mundo exterior, ou seja, quando a criança passa a captar o comportamento de outras pessoas e estabelece sentido para o mundo em que vive. A partir da interiorização surge a identificação, o indivíduo vive e compartilha da realidade de outros sujeitos, principalmente aqueles com quem forma vínculos afetivos. A socialização primária é a fase mais importante do desenvolvimento social, pois define para a criança qual o seu papel na sociedade, um importante fundamento que formará sua identidade [5][6].
- Socialização secundária: É todo e qualquer processo subsequente que introduz um indivíduo já socializado em novos setores, do mundo objetivo da sua sociedade (na escola, nos grupos de amigos e amigas, no trabalho, na igreja, nas atividades dos países para os quais visita ou emigra, etc.), existindo uma aprendizagem das expectativas que a sociedade ou o grupo depositam no indivíduo.